# رحلات الموت

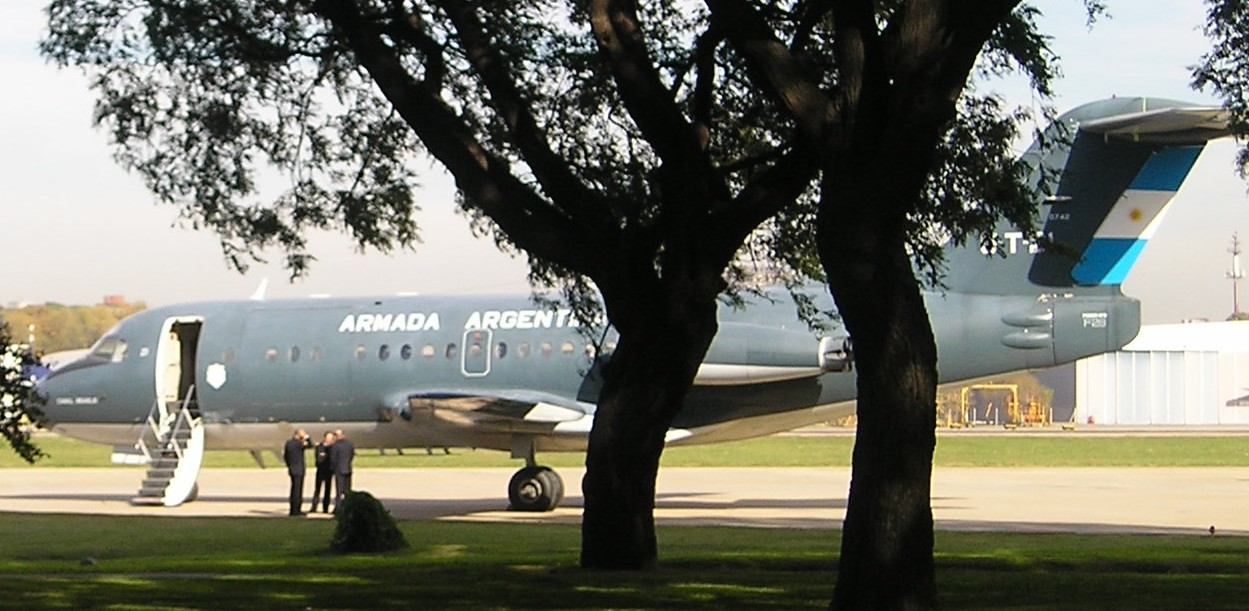

كانت رحلات الموت شكل من أشكال الاختفاء القسري التي كانت تمارس بشكل روتيني خلال الحرب القذرة الأرجنتينية التي بدأها الأدميرال لويس ماريا مينديا. يتم أولاً تخدير ضحايا رحلات الموت ليصبحوا في غيبوبة ويحملوا على طائرات ذات أجنحة ثابتة أو مروحيات ويجردون من ملابسهم ويعبرون الحدود إلى ريو دي لا بلاتا أو المحيط الأطلسي ليتم إغراقهم هناك. وقد أجريت عمليات القتل غير القانونية بطريقة مماثلة إلى حد كبير لتلك الواردة في رحلات الموت الأرجنتينية خلال معركة الجزائر وصراعات أخرى.

## رحلات الموت خلال الحرب القذرة في الأرجنتين
وفقًا لشهادة أدولفو سكيلينجو المدان في إسبانيا بسبب جرائم ضد الإنسانية بموجب قانون الولاية القضائية العالمية في عام 2005، كان هناك من 180-200 رحلة موت بين عامي 1977 و 1978؛ واعترف سكيلينجو بالاشتراك في اثنتين من الرحلات، وقتل 13 ثم 17 شخصًا على التوالي.
كما أن الضحايا كانوا يجبرون على الرقص فرحًا في احتفال بإطلاق سراحهم كما قيل لهم. وفي مقابلة في وقت سابق في عام 1996 قال سكيلينجو: "كانوا يعزفون الموسيقى وأجبروا على الرقص فرحًا؛ لأنهم في طريقهم إلى الجنوب. [...] وبعد هذا قيل لهم أنه يجب تطعيمهم بسبب السفر، وحقنوا بمادة البنتوثال. وبعد فترة وجيزة أصابهم النعاس وحملناهم على الشاحنات واتجهنا للمطار.”
يقول سكيلينجو أن البحرية الأرجنتينية «لا تزال تخفي ما حدث خلال الحرب القذرة». في مايو 2010، سلمت أسبانيا للأرجنتين الطيار خوليو ألبرتو بوخ المولود عام 1952 بعد القبض عليه في مدينة فالنسيا الأسبانية في 23 سبتمبر 2009 وكان مطلوبًا في الأرجنتين بدعوى مشاركته كطيار في رحلات الموت. وفي ديسمبر 2010، رفض قاض أرجنتيني جميع التهم الموجهة لبوخ لعدم كفاية الأدلة وأمر بإطلاق سراحه على ذمة التحقيق. وفي نوفمبر 2011، اتهم قاضي التحقيق بوخ لدوره في اختفاء 41 شخصا، وأمر باحتجازه ولم يفرج عنه بكفالة.[بحاجة لمصدر]

## الاستخدام في صراعات أخرى

### الجزائر
استخدامت رحلات الموت أثناء الحرب الجزائرية من جنود المظلات الفرنسيين من شعبة المظلات العاشرة تحت قيادة جاك ماسو خلال معركة الجزائر. بعد اكتشاف بعض الجثث التي ظهرت أحيانًا، بدأ منفذو الإعدام بتعليق كتل خرسانية في أقدام ضحاياهم. عرف هؤلاء الضحايا باسم «جمبري بيجراد» (“crevettes Bigeard”) تيمنًا باسم أحد قادة قوات المظلات، مارسيل بيجراد.

### انتفاضة مدغشقر
خلال انتفاضة مدغشقر عام 1947، في مانانجاري قتل المئات في مدغشقر بينهم 18 امرأة وألقى مجموعة من السجناء داخل طائرة.